# Kasaan Bay

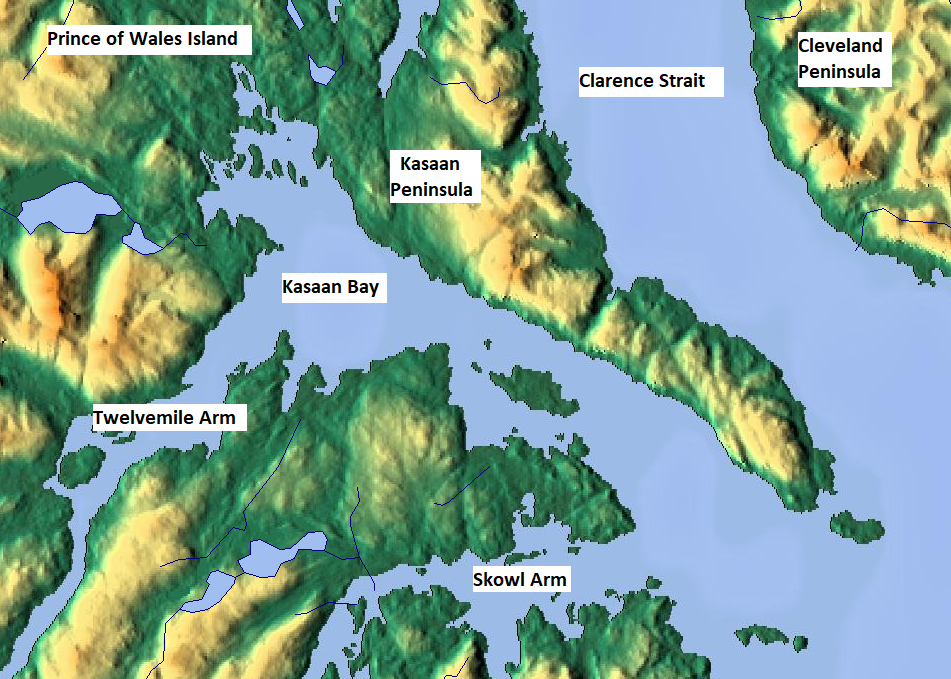
Kaart met de baai

Kasaan Bay is een baai in de Alexanderarchipel in de Alaska Panhandle in het zuidoosten van Alaska in de Verenigde Staten.

## Geografie
De baai heeft een lengte van 32 kilometer en een breedte van twee tot vijf kilometer. Ze ligt in het zuidoosten van het Prins van Waleseiland en snijdt vanuit het zuidoosten in op het eiland. In het zuidoosten mondt de inham uit in de Clarence Strait. In het noordoosten ligt het schiereiland Kasaan met hier de plaats Kasaan. De baai is een doorvoergebied voor veerboten van de Inter-Island Ferry Authority naar de plaats Hollis, het belangrijkste toegangspunt tot Prins van Waleseiland. De baai ligt ook in het Tongass National Forest.
Het waterlichaam ligt in de mariene ecoregio Noord-Amerikaans Pacifisch Fjordland.

## Geschiedenis
De naam van de baai komt van het gelijknamige schiereiland van een Haida-Indiaanse naam "Kazarn Bay", gepubliceerd door zeekapitein Michail Dmitrievitsj Tebenkov van de Russische Keizerlijke Marine in 1852. Later werd de naam nieuw leven ingeblazen en gepubliceerd als "Kasa-an Bay" in 1883 door de United States Coast Pilot.